# Jan Rudolf Trčka z Lípy
Jan Rudolf Trčka z Lípy (též německy Johann Rudolf Trčka (Trtschka) von Leipa, 1557 – 29. září 1634, Německý (dnes Havlíčkův) Brod) byl český šlechtic. Působil jako císařský rada, zemský soudce a místodržící Českého království.
Postupně se stal jedním z největších majitelů pozemků v Čechách, zčásti díky dědictví a zčásti díky výhodným nákupům zabaveného majetku pobělohorských protestantských emigrantů. Patřil do rodinného okruhu Albrechta z Valdštejna. Po jeho zavraždění společně s dalšími oběťmi (Vilémem Kinským ad.) a brzké Trčkově smrti bylo celé jeho jmění zabaveno v soudním řízení pro velezradu.

## Původ
Jan Rudolf Trčka z Lípy pocházel z českého šlechtického rodu Trčků z Lípy. Jeho rodiči byli Burian III. Trčka z Lípy na Kumburku, Světlé a Rychnově († 1591) a Kateřina z Gutštejna.

## Život
V roce 1593 byl Jan Rudolf povýšen do českého panského stavu. Roku 1594 získal ve zprávě císaře Rudolfa II. vydané v Řezně příslib, že smí s veškerým svým majetkem volně nakládat a svobodně převádět na své potomky. Zároveň mu císař potvrdil, že závěť Jana Rudolfa má stejnou váhu, jako záznam v českých zemských deskách. V roce 1598 byl Jan Rudolf povýšen do úřadu císařského rady a roku 1608 komořího císaře Rudolfa II.
Po smrti jeho bratrance Kryštofa Jaroslava Trčky z Lípy roku 1601 připadlo jeho panství Opočno Janu Rudolfovi a jeho smrtí se zároveň stal jediným plnoletým mužským zástupcem z rodu Trčků z Lípy po roce 1601. V roce 1602 obdržel úřad hejtmana Hradeckého kraje. Zřejmě z důvodu těžkého onemocnění sepsal dne 30. ledna 1617 svou první závěť. K tomuto roku vlastnil mj.: panství a zámek Opočno, Světlou nad Sázavou, Lipnici nad Sázavou, Nový Želiv, Ledeč nad Sázavou a panství Německý (Havlíčkův) Brod.
Jelikož nebyl Janu Rudolfu Trčkovi prokázán přímý podíl na českém stavovském povstání v letech 1618–1620, přišel v době po bitvě na Bílé hoře jen o nepatrnou část svého majetku. I přesto, že se on i jeho manželka i nadále hlásili k evangelickému vyznání, dařilo se jim i po bitvě na Bílé hoře výhodně získat množství majetku konfiskovaného císařem, mj. Adršpach nebo Žacléř. Manželka Jana Rudolfa, Marie Magdalena, roz. z Lobkovic, získala panství Náchod a Nové Město nad Metují, které v letech 1628/1629 prodala svému synovi Adamu Erdmanovi.
Zemřel 29. září 1634 v Německém Brodě. Pohřben byl, stejně jako předtím jeho manželka, v kryptě kostela svatého Václava ve Světlé nad Sázavou.

## Rodina
Dne 8. ledna[zdroj?] 1588 se Jan Rudolf oženil s Marií Magdalenou z Lobkovic (1569–1633), dcerou Ladislava staršího z Lobkovic a jeho manželky Magdaleny ze Salm-Neuburgu. Z manželství se narodilo sedm dětí:
- 1. Adam Erdman Trčka z Lípy, od roku 1627 ženatý s Maxmilianou hraběnkou z Harrachu (1608–1662), sestrou manželky Albrechta z Valdštejna, Izabely. Adam Erdman tajně jednal se Švédy a snažil se Valdštejna přesvědčit, aby přešel na jejich stranu. Oba byli poté v roce 1634 v Chebu zavražděni.
- 2. Vilém Trčka z Lípy († 1634)
- 3. Burian Ladislav (10. ledna 1590 – 24. srpna 1598)[3]
- 4. Jan Rudolf Theodor (1593–1595)

a dcery
- 5. neznámá, † před 22. lednem 1606. Zasnoubená s Jindřichem Matyášem z Thurnu, pozdějším vojenským vůdcem českých protestantských exulantů, zemřela však ještě před svatbou.
- 6. Alžběta (Eliška), vdaná za Viléma Kinského z Vchynic a Tetova, jednoho z vůdčích českých protestantských emigrantů v Drážďanech. Díky vlivu svého tchána si dokázal udržet rozsáhlý majetek v Čechách a byl dokonce schopen ho ještě rozšířit. Vilém Kinský byl společně s Albrechtem z Valdštejna a svým švagrem Adamem Erdmanem Trčkou, zavražděn roku 1634 v Chebu. Po jeho smrti emigrovala jeho vdova Alžběta do Nizozemska, kde se v roce 1637 vdala za českého emigranta Zdeňka Hodického z Hodic a Olbramovic († 1641). Zemřela v roce 1638 v Hamburku.
- 7. Johana († 1651), od roku 1627 vdaná za Jana Viléma ze Švamberka. Před svatbou proti vůli svých rodičů přestoupila na katolickou víru. Zemřela bez potomků.